# درو لوك
درو لوك (بالإنجليزية: Drew Locke)‏ هو لاعب اتحاد الرغبي بريطاني، ولد في 11 سبتمبر 1986 في براينتري ‏ في المملكة المتحدة.